# لاهکولا
لاهکولا (استونیایی: Laheküla) یک روستا در دهستان سارما، شهرستان ساره در غرب استونی است.